# 영일초등학교 (경북)
영일초등학교는 대한민국 경상북도 영주시 영주로147번길 17에 있는 공립 초등학교이다.

## 학교 연혁
- 1973년 10월 29일: 개교
- 1973년 10월 29일: 영주영일국민학교로 설립인가
- 1975년 3월 5일: 1학년 3학급 (173명) 입학
- 1975년 5월 28일: 2학년 2학급 (110명) 개교기념식(5학급)
- 1975년 2월 19일: 제1회 졸업식
- 1981년 1월 20일: 유치원 1학급 설립 인가
- 1996년 3월 1일: 영일초등학교로 교명 변경
- 2002년 11월 6일: 학교 도서관 디지털 자료실 개관
- 2004년 9월 6일: 과학실 리모델링
- 2006년 9월 19일: 전후관 교사 연결통로 완공
- 2007년 8월 31일: 급식실 현대화 공사 완료
- 2007년 9월 27일: 소공원화 공사 완공
- 2008년 1월 30일: 보건실 현대화 사업
- 2008년 9월 25일: 영일영어체험센타 개관
- 2009년 7월 2일: 영어리더학교 전국 최우수교 선정
- 2010년 3월 1일: 2009개정 교육과정 연구 선도학교 지정
- 2011년 9월 1일: 제 16대 김시준 교장선생님 부임
- 2012년 1월 26일: 2011 학교경영우수학교 표창(영주교육지원청교육장)
- 2012년 2월 3일: 제 1회 컨설팅장학우수사례 공모전 장려상 수상(경상북도교육감)
- 2012년 2월 17일: 제 33회 졸업식(남 55명, 여 40명, 계 95명, 총 졸업생 5523명)
- 2012년 3월 1일: 16학급 편성 운영(유치원 2학급)
- 2012년 3월 1일: 교육과학기술부요청 경상북도교육청지정 시범학교 운영(2년)